# Pueblo Nuevo (stacja metra)
Pueblo Nuevo – stacja metra w Madrycie, na linii 5 i 7. Znajduje się w dzielnicy Ciudad Lineal, w Madrycie i zlokalizowana jest pomiędzy stacjami Ciudad Lineal, Quintana (linia 5) oraz Ascao i Barrio de la Concepción (linia 7). Została otwarta 28 maja 1964.